# Giuseppe Lampis
Giuseppe Lampis (Sanluri, 1º aprile 1886 – Roma, 30 maggio 1956) è stato un magistrato italiano.
È stato magistrato di Cassazione. È stato eletto giudice della Corte costituzionale dai magistrati della Corte di cassazione il 7 ottobre 1953 e ha giurato il 15 dicembre 1955. È cessato dalla carica il 30 maggio 1956.